# マトリクス (通信)
情報通信におけるマトリクス（英: the Matrix）とは、電子メールやニュースを相互に交換するすべてのネットワークの集合体を言う。1990年にJ.S.クォーターマンによって提唱された。
マトリクス中で最大かつもっとも成長が早いと言われるネットワークとしてはインターネットがある。

## 概要
インターネットは世界最大の計算機ネットワークではあるが世界唯一のネットワークではない。パケット交換用計算機ネットワークの実験用に開発された最初期の計算機ネットワークであるARPANET（1969-1990）が広く普及しはじめた初期においては、CSNET、BITNET、UUCP、USENET、FidoNetなどARPANETの一部コピーのようなネットワークが存在していた。
これらすべてのネットワークのすべてと、ほかのネットワークあるいはワークステーションの総合体をマトリクス（the Matrix）と呼ぶ。